# In barca ad Argenteuil
In barca ad Argenteuil è un dipinto del pittore francese Édouard Manet, realizzato nel 1874 e conservato al Metropolitan Museum of Art di New York.

## Descrizione
Argenteuil era un ridente sobborgo di campagna sulle rive della Senna assiduamente frequentato sia da Claude Monet, che vi si stabilì, che da Pierre-Auguste Renoir. Anche Manet si recò spesso in questo villaggio a partire dal 1874, approfondendo in questo modo la sua relazione con l'Impressionismo: fu in quell'anno, non a caso, che realizzò In barca ad Argenteuil, tela particolarmente pregevole perché pulsante di una luminosità inedita, forte, come mai era successo nella oeuvre del pittore.
Nell'opera, costruita con rapida disinvoltura, si respira un'aria nuova, reale. Il soggetto è una coppia di borghesi di Parigi che, fuggiti dall'effervescente caos della metropoli, si sono lasciati conquistare dagli ozi campagnoli della bella stagione. Al timone c'è lui, un uomo impersonato dal fratello della moglie Suzanne che veste un cappello adornato da un flessuoso nastro blu ed una fresca camicia alla marinaia: della compagna, che per l'occasione è abbigliata con un panneggio leggero dalle tinte piacevolmente fredde, non conosciamo invece l'identità. I due sono ritratti con vivace naturalezza, senza filtri e senza pose, così come l'imbarcazione, che fuoriesce dai bordi del quadro, secondo un'impostazione compositiva che denuncia l'influenza della nascente fotografia e delle stampe giapponesi (interessante il confronto con le Piroghe presso il ponte di Ryogoku di Utagawa Kunisada). Il punto d'osservazione cade particolarmente in alto, tanto che il fiume si disperde con disinvoltura verso l'orizzonte, «assume[ndo] la sconfinata vastità di un mare» (Cricco, Di Teodoro).
L'eccezionalità tecnica della tela è ravvisabile soprattutto nella veste azzurra della donna, dove il tocco sintetico di Manet rinuncia ai forti contrasti chiaroscurali e assume una vibrazione senza precedenti grazie al sapiente intreccio di virgolettature azzurre, blu, violette, ocra e bianche. I due personaggi, poi, sono completamente immersi nella natura e assecondano i più rigorosi dettami della pittura en plein air. Peculiare risulta essere anche la schiena dell'uomo, quasi abbagliante per la sua luminosità. Nonostante queste significative aperture alla tecnica impressionista Manet non rinuncia però a una propria autonomia stilistica, ravvisabile soprattutto nelle campiture estese e compatte di colore. Ciò, tuttavia, sfuggì ai detrattori che, quando l'opera fu esposta al Salon del 1879, rimproverarono Monet di utilizzare gli occhi a scapito del cervello. Ad apprezzare il dipinto all'epoca vi fu solo Joris-Karl Huysmans, letterato naturalista che difese il diritto del pittore di dipingere quel che vedeva: anche Manet approvava questa tesi, affettuosamente insegnata già dieci anni addietro all'allieva Eva Gonzalès.